# Konga (Fahrgeschäft)
Konga ist eine auf der Basis eines KMG-XXL-Afterburner entwickelte thematisierte Riesenschaukel. Das transportable Fahrgeschäft ist im Dschungelthema gestaltet und voll thematisiert.
Insgesamt 20 Personen finden in der auf vier Sitzreihen im Quadrat aufgeteilten Inverted-Gondel Platz, die mit einer Geschwindigkeit von bis zu 120 km/h und einer Neigung von bis zu 120 Grad in die Höhe von 45 Metern geschaukelt wird. Dabei entstehen Fliehkräfte von bis zu 4 G. Die Blickrichtung der Fahrgäste ist nach innen, die Beine hängen frei. Neben der Schaukelbewegung dreht sich die Gondel zusätzlich um die eigene Achse. Per On-board-Video-System werden Livebilder aus der Gondel direkt auf LCD-Flachbildschirme am Fahrgeschäft übertragen, so dass die Livebilder auf dem Festplatz zu sehen sind.
Konga ist mit über 30 Themen-Effekten ausgestattet, unter anderem finden sich am Fahrgeschäft feuerspeiende Voodoo-Masken, Fackeln, Palmen, Bambus-Dekoration, über 70 Deko-Elemente (darunter zwei lebensgroße Gorilla-Figuren), sowie eine Wasser-Nebel speiende Riesengorilla-Figur an der Front des Fahrgeschäftes.
Während der Fahrt werden verschiedene Spezialeffekte (u. a. Nebel, Licht, Duft-Effekte) sowie eigens komponierte Soundtracks eingesetzt, die über ein Onboard-Sound-System auch in die Gondel übertragen werden.
An der Rückwand des Fahrgeschäftes befindet sich ein 15 mal 3 Meter großes Dschungel-Panorama, im Eingangsbereich ist Konga mit zwei Ruhezonen und dazugehörigen Bambusbänken ausgestattet.
Eine der Ruhezonen ist als Foto-Spot mit Riesengorilla-Figur gestaltet; der Gorilla hält zu jeder Veranstaltung, auf der Konga gastiert, ein individuell gestaltetes Kirmes-Herz in der Hand, das die Veranstaltung sowie die gastgebende Stadt benennt und grafisch auf die Traditionen derselben hinweist.
Alle Mitarbeiter und Operator von Konga sind durch Safari-Kleidung und dazugehörige Accessoires in die Thematisierung des Fahrgeschäftes einbezogen.
Konga hat ein Gesamtgewicht von 100 Tonnen, die mit drei Transporten bewegt werden. Konga wird auf einer Grundfläche von 18 × 14 Metern aufgebaut, alle Transporte werden in das Fahrgeschäft eingebaut.
Die Vorpremiere von Konga fand 2011 auf der Größten Kirmes am Rhein in Düsseldorf statt, die offizielle Weltpremiere auf dem Hamburger Sommerdom 2011.
Seit der Saison 2012 wird das Fahrgeschäft für ausgesuchte Weihnachtsveranstaltungen auch in voller Weihnachts-Dschungel-Dekoration eingesetzt.

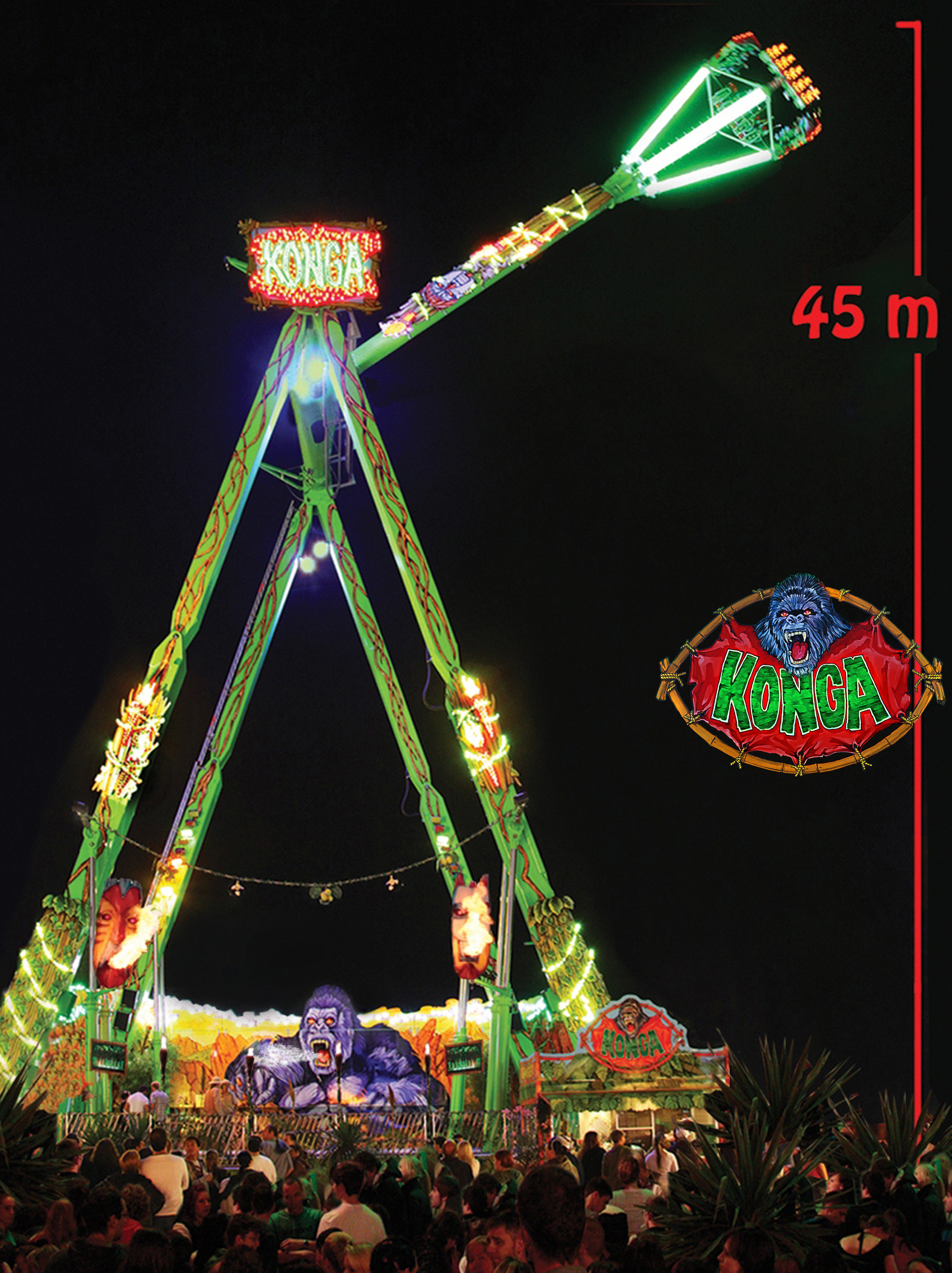
Konga bei Nacht
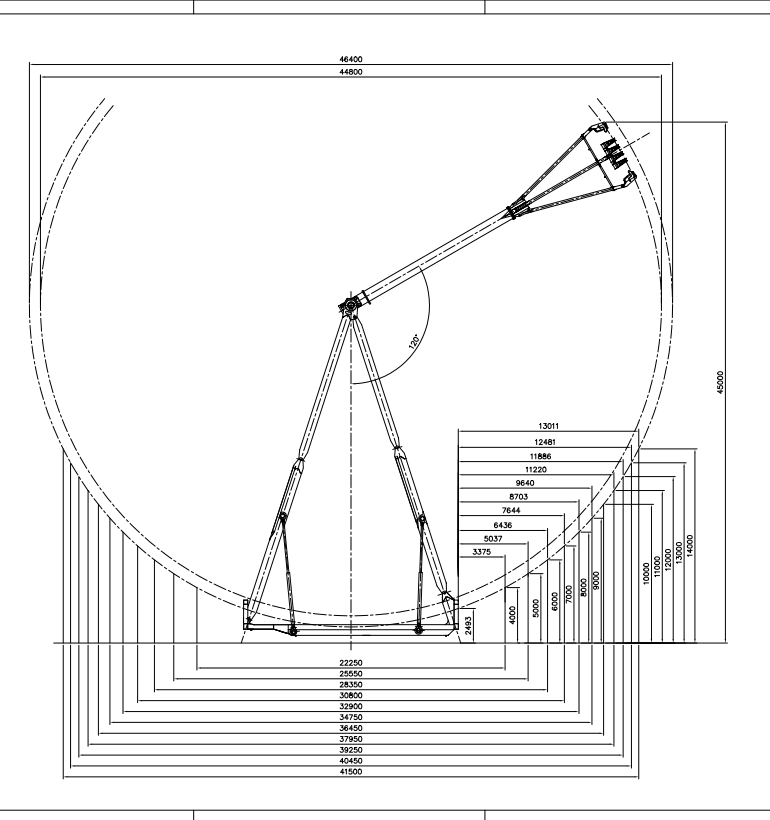
Datenblatt 1
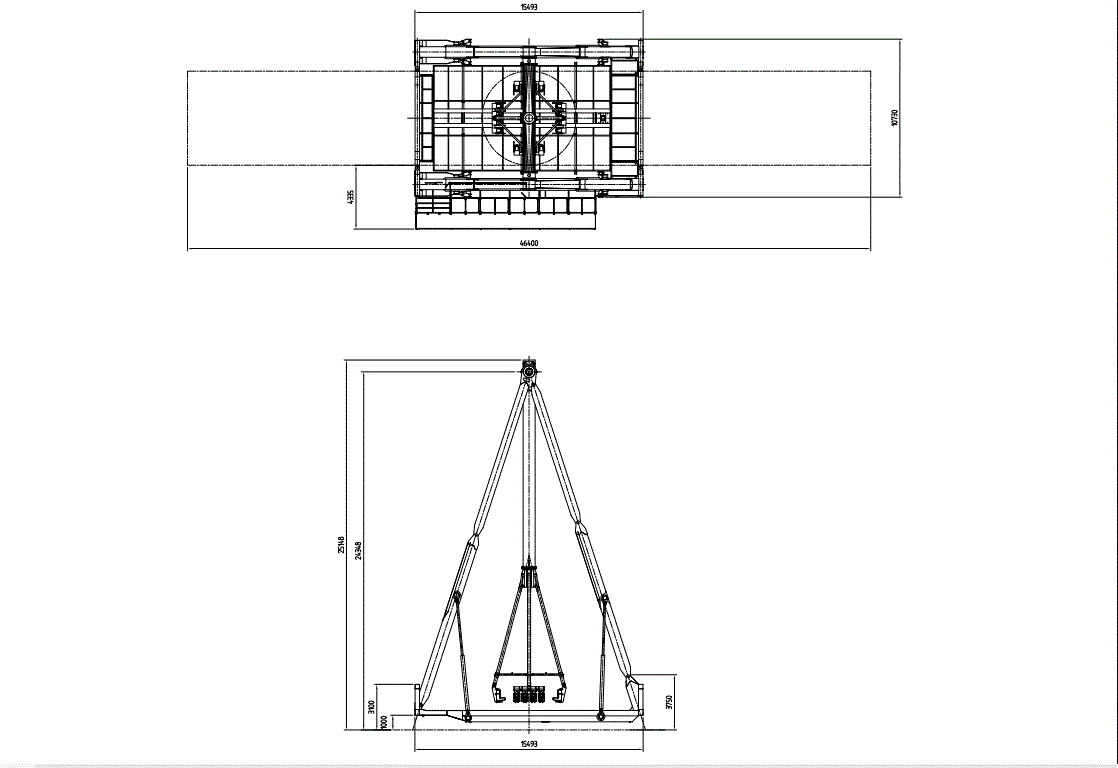
Datenblatt 2